# College Melle
Het College Melle of College van de paters Jozefieten is een school van de Congregatie van de Jozefieten in het Oost-Vlaamse Melle. Het college werd opgericht in 1837 door kanunnik Constant Van Crombrugghe, op een plaats waar reeds sinds 1789 onderwijs werd verstrekt. Het biedt basisonderwijs en algemeen secundair onderwijs, met de mogelijkheid voor de leerlingen om te verblijven op internaat. Ook het klooster van de paters is deel van de site.

## Geschiedenis

### Voorgeschiedenis
Op de site aan de monding van de Gondebeek in de Schelde werd in 1424 een hospitaal gebouwd op gronden geschonken door de Gentse magistraat Lodewijk van den Hole. De eerste jaren werd het beheerd door de plaatselijke pastoor. Het hospitaal werd in 1428 op vraag van Van den Hole uitgebreid door kanunniken van Sint-Augustinus tot een augustijnenklooster, de priorij van O.L.Vrouw van den Hole. In 1441 sloten de augustijnen zich aan bij de congregatie van Windesheim. Het klooster werd uitgebreid, heropgebouwd en vernieuwd en omvatte bij zijn sluiting bij decreet van keizer Jozef II in 1783 bak- en zandstenen kloostergebouwen uit de 15e en 17e eeuw. 
Het kloosterbezit, inclusief 122 hectare gronden, werd bij een openbare verkoop in 1786 gekocht door Van der Schelde, die de kerk liet afbreken. In 1789 werden de gebouwen aangekocht door Eugène De Sauw uit Melle, die er een kostschool in opende. Die school en pensionaat kwamen in 1806 het beheer van Joseph Dechamps (vader van redemptorist Victor Augustus Dechamps, de latere kardinaal-aartsbisschop van Mechelen) en van Adolphe Dechamps, later eerste minister van België). 
In 1823 werd Dominique Van Wymelbeke uit Brugge directeur-eigenaar van de school, gehuwd met Charlotte Van Crombrugghe, de zus van priester Constant Van Crombrugghe. Die Van Crombrugghe werd in 1814 directeur van het college in Aalst, richtte in 1817 in Geraardsbergen de kloostercongregatie van de Zonen van de H. Jozef of jozefieten (Congregatio Josephitarum, CJ) op, en volhardde zowel in Geraardsbergen als in Aalst in het aanbieden van katholiek onderwijs ondanks tegenwerking en zelfs sluitingen door het bestuur van Willem I. Na de stichting van België werd het schoolklimaat gunstiger voor de Jozefieten en in 1837 schonk Dominique Van Wymelbeke de eigendom van de school te Melle aan zijn schoonbroer, kanunnik Van Crombrugghe, en de paters jozefieten. 

### Jozefietencollege
Kanunnik Constant Van Crombrugghe opende in 1837 in Melle het eerste college van de Jozefieten, nadien nog gevolgd door bijkomende scholen in België en buitenland, waaronder vooreerst het Stanislascollege in Tienen in 1840 (dat terug moest sluiten), het Heilige-Drievuldigheidscollege in Leuven in 1843 en het St George's College (eerst in het Engelse Croydon, nadien in Weybridge) in 1869. In de 20e eeuw en vooral na de Tweede Wereldoorlog volgden wereldwijd nog scholen zoals St. Joseph High School in het Amerikaanse Santa Maria, het Collège Saint-Joseph in het Kameroenese Koza, het Collège Saint-Étienne in het Congolese Kinshasa of het Collège Visitation-La Berlière in Houtaing. 
De school en het internaat van Melle richtte voornamelijk onderwijs in voor jongens uit welstellende families. Melle ambieerde een middelbare school te zijn voor burgerijzonen ten einde hen op te leiden tot leidinggevenden, de zogenaamde "Captains of Industry". De school differentieerde zich van traditionele colleges door de na de industrialisatie veranderende samenleving te volgen en aandacht te besteden aan vakken als moderne talen, handel, wiskunde, rechten en wetenschappen. Dit uitte zich ook in de uitbouw van een museumcollectie met een indrukwekkend aantal artefacten, laboratoria en demonstratielokalen, zelfs een openluchtzwembad. Het leverde het "pensionaat" van Melle een uitstraling met internationale weerklank. In het etnografisch museum op de school geeft de wereldkaart op de muur aan dat leerlingen uit onder andere China, Noord-Amerika, Zuid-Amerika en Australië er naar school gingen. Tussen 1837 en 1918 had de school leerlingen uit meer dan vijftig verschillende landen.
Een neoclassicistisch collegegebouw naar plannen van de architect Louis Pavot werd gebouwd tussen 1850 en 1856. In 1867 werd, ook op plan van Pavot, een ovaalvormig openluchtzwembad aan de school toegevoegd, mogelijk het eerste schoolzwembad in België. Aansluitend bij het hoofdgebouw werd in 1880 een bijkomende vleugel aangebouwd, de retoricavleugel voor de laatstejaars. De school had ook een eigen schoolboerderij, een kwartronde serre aan een van de recentere vleugels, een oudere gloriëtte in rococostijl en een herdenkingsmonument voor de oprichter van het college, Constant Van Crombrugghe, van de hand van de plaatselijke beeldhouwer Jules Vits, dat in 1912 naar aanleiding van de 75ste verjaring van de stichting van het college werd onthuld.
De geschiedenis van de school dicht aan de instelling ook enig immaterieel erfgoed toe. Een Ierse leerling, Cyrill Bernard Morrogh, bracht in 1863 een voetbal mee na een vakantie thuis in Ierland en introduceerde de balsport op het college. Het zou om een primeur in België en een van de eerste introducties van voetbal op het Europese vasteland gaan. Het waren Britse en Ierse studenten die de sport op het Europees vasteland introduceerden, zoals ook bij de Lausanne Football and Cricket Club. Leerlingen van het College van Melle richtten een voetbalsectie bij de Gentse sportvereniging La Gantoise en legden hiermee de basis van KAA Gent.
Tijdens de Eerste Wereldoorlog moest de school inkwartiering van Duitse militairen op haar gronden dulden. Deze berokkenden enorme schade. Musea, demonstratielokalen en laboratoria leden zwaar, en na de oorlog was er een sterke terugval in het aantal buitenlandse leerlingen.
Van een gesloten internaatsschool voor jongens evolueerde het college na de jaren vijftig naar een school met zowel internaat als dagschool. Het leerlingenaantal nam sterk toe, en ook het aantal lekenleerkrachten. Geleidelijk namen lekenopvoeders de toezicht- en begeleidingstaken in het internaat op.

### Erfgoedbescherming
Het klooster en college van de paters Jozefieten werd door de Vlaamse overheid op 3 januari 1995 erkend als monument van onroerend erfgoed. De bescherming omvat het hoofdgebouw met aansluitende vleugels van Louis Pavot, de L-vormige vleugel van de retorica-afdeling, een achtzijdige gloriëtte aan de Collegebaan, het herdenkingsmonument van Vits in de voortuin en vleugel van onder meer de schoolboerderij en eveneens de aangebouwde serre.

### Musea
Het college bevat op de zolderverdieping een etnografisch en een natuurhistorisch museum. In het etnografisch museum zijn talrijke curiosa te zien, waaronder pantoffels van paus Innocentius, laarzen van admiraal Nelson, een foto van Adolf Hitler toen hij de school bezocht, gemummifieerde dieren en een deel van een menselijke mummiekist, geschonken aan de school door de weduwe van Eduard Blondeel Van Cuelebroeck, eerste consul in Egypte van België in 1837. Het natuurhistorisch museum heeft een indrukwekkende maar deels vergane collectie van opgezette dieren.

### Gemengd onderwijs
Het College Melle was een van de laatste scholen in Vlaanderen die overschakelden naar gemengd onderwijs. De eerste 15 meisjes (op 122 eerstejaars) werden in september 2002 toegelaten in het eerste jaar van het secundair onderwijs. Daarnaast werd het toen mogelijk meisjes in te schrijven in de volledige basisschool. Vanaf 1 september 2016 bood ook het internaat plaats aan meisjes, initieel een twintigtal. 

## College Melle 185 jaar
Het internaat werd anno 2022 bevolkt door een 200 leerlingen die het onderwijs intern volgen, vanaf het vierde jaar van de basisschool tot het laatste jaar van het secundair onderwijs. Zo'n veertigtal volgde basisonderwijs, circa honderdzestig secundair. Het totaal aantal leerlingen bedroeg circa 500 in het secundair onderwijs, wat maakte dat zo'n dertig procent van de leerlingen in het internaat verbleef. Het basisonderwis had ongeveer de helft aan totaal aantal leerlingen, en telde met minder dan twintig procent ook een lager aandeel aan internen in de populatie.
De Congregatie Van de Jozefieten heeft de leiding van het college overgedragen aan een Raad van Beheer, waarin ze ook vertegenwoordigd is.
Het motto van de school is "On y revient toujours", waarmee de mensenmaat van de school wordt beklemtoond, en gesuggereerd wordt dat ieder die ooit aan het college school volgde nadien thuis komt in het "Huis van Melle". Het motto dateert nog uit de periode van Joseph Dechamps, en wordt ook hernomen in het opschrift van het standbeeld van Van Crombrugghe, "A la maison de Melle / Ses élèves et anciens élèves / Reconnaissants".

## Bekende oud-leerlingen
- Lionel Bajart
- Felix De Laet
- Olivier Deschacht
- Tom De Sutter
- Joseph d'Oultremont
- Désiré Fiévé
- Walter Ghekiere
- Cyrill Bernard Morrogh
- Hector Priem
- Ludy Sels
- Léon Stynen
- Jef Valkeniers
- Cédric Van Branteghem
- Louis Van den Broeck
- Tom Van de Weghe
- Charles Van Lerberghe
- Michael Verschueren

## Trivia
- In 2018 werd de videoclip van Melody van Lost Frequencies opgenomen in het college, dj Felix De Laet is een oud-leerling en voormalig intern van het college.[1][7]